# Hudson Bay, Saskatchewan
Hudson Bay är en ort i Kanada.   Den ligger i provinsen Saskatchewan, i den sydöstra delen av landet, 2 100 km väster om huvudstaden Ottawa. Hudson Bay ligger 375 meter över havet och antalet invånare är 1 661.
Terrängen runt Hudson Bay är platt, och sluttar österut. Runt Hudson Bay är det ganska tätbefolkat, med 56 invånare per kvadratkilometer.. Det finns inga andra samhällen i närheten.
I omgivningarna runt Hudson Bay växer i huvudsak blandskog.
Hudson Bay Airport ligger nära orten.